# Take This Chance
Take This Chance è un singolo della cantante statunitense Anastacia, il primo estratto dalla seconda raccolta Ultimate Collection e pubblicato il 29 settembre 2015.

## Descrizione
La canzone è stata scritta e composta da Anastacia assieme a Johan Carlsson, Caitlin Morris, Steve Diamond e Jacob Luttrell. L'artista stessa ha raccontato, durante un'intervista, di averne scritto il testo su foglietti volanti durante il suo Resurrection Tour, e di averla ultimata nel corso di una telefonata su Skype con i suoi autori mentre si trovava in albergo con la sua famiglia.

## Video musicale
Il videoclip è stato pubblicato il 19 ottobre 2015 attraverso il canale Vevo della cantante. Si tratta di un collage di momenti live della carriera di Anastacia, a partire dai suoi esordi proseguendo con i suoi tre tour promozionali negli stadi e nelle arene del mondo. Non mancano momenti salienti della sua vita privata, compresi alcuni fotogrammi che la vedono impegnata nella sua battaglia contro i due tumori al seno di cui ha sofferto nel 2003 e nel 2013. Corredano il tutto immagini buffe dell'artista alle prese con lo shopping e con le sue passioni, nonché assieme ai fan, alla famiglia e agli amici.

## Tracce
1. Take This Chance – 4:23